# Aïn Bouyahia
Ain Bouihi là một đô thị thuộc tỉnh Aïn Defla, Algérie. Dân số thời điểm năm 2002 là 13.92 người.